# Więzadło pierścienno-gardłowe

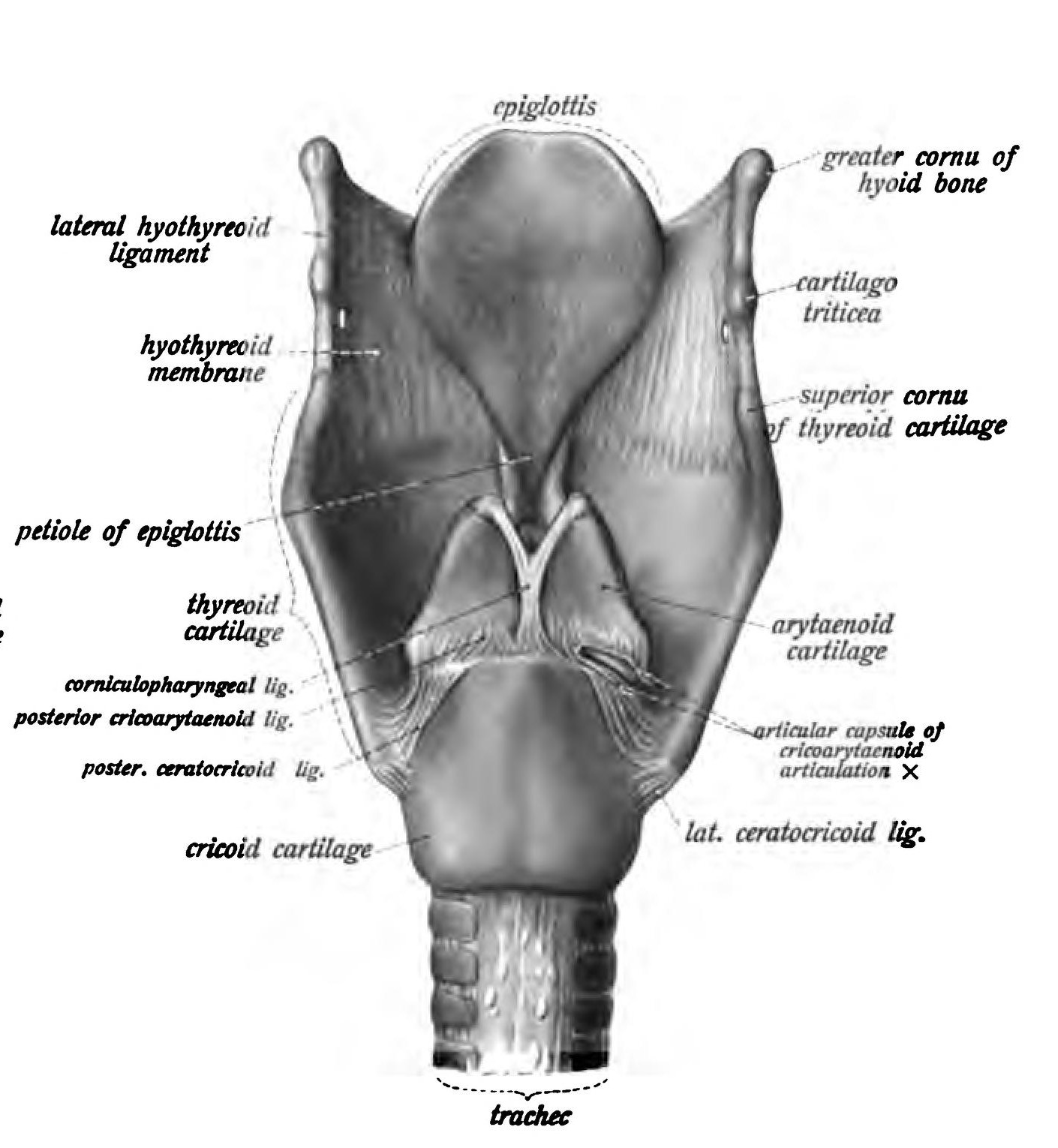
Więzadła różkowo-gardłowe, które łączą się z więzadłem pierścienno-gardłowym, podpisane corniculopharyngeal lig.

Więzadło pierścienno-gardłowe (łac. ligamentum cricopharyngeum) – w anatomii człowieka jedno z więzadeł zewnętrznych krtani. Jest nieparzyste, biegnie od górnego brzegu chrząstki pierścieniowatej do przedniej ściany gardła. Często łączy się z więzadłami różkowo-gardłowymi tworząc z nimi jedno więzadło Y-kształtne i w miejscu połączenia tych więzadeł (pomiędzy chrząstkami nalewkowatymi) może znajdować się chrząsteczka sprężysta (cartilago procricoidea).